# 5616 Vogtland
5616 Vogtland este un asteroid din centura principală de asteroizi.

## Descriere
5616 Vogtland este un asteroid din centura principală de asteroizi. A fost descoperit pe 29 septembrie 1987 la Tautenburg de Freimut Börngen. El prezintă o orbită caracterizată de o semiaxă mare de 2,63 ua, o excentricitate de 0,20 și o înclinație de 3,2° în raport cu ecliptica.